# Gomul Catena
Gomul Catena és un accident geològic a Cal·listo, un satèl·lit de Júpiter, el tercer satèl·lit més gros del sistema solar. Tal com indica el seu nom, és una Catena, és a dir, cadenes de cràters d'impacte, probablement formades per fragments de cossos que es van dividir a causa de la gran força de marea que exerceix Júpiter, tal com va passar amb el cometa Shoemaker-Levy-9 entre els anys 1992-1994. Aquests són esdeveniments que es repeteixen aproximadament cada 275 anys. Hi ha vuit catenes prominents a Cal·listo. Gomul Catena és d'uns 350 km de llargada, amb cràters com a mínim de 25 km de diàmetre. Està situada a la part nord de la gegantina estructura anellada Valhalla. Es creu que, els cràters que formen aquest relativament modest accident geogràfic, es van formar d'est a oest, cosa que indica que els fragments del cos que suposadament van impactar per formar-la, van començar a fer-ho per l'est.